# Devátá vlna (tom poetycki)
Devátá vlna (cz. Dziewiąta fala) – tomik wierszy czeskiego prozaika i poety Viktora Dyka, opublikowany w 1930. Był on ostatnim zbiorem poetyckim autora, który zginął tragicznie w roku następnym. Tytuł tomiku nawiązuje do starego marynarskiego przesądu, mówiącego, że co dziewiąta fala jest najsilniejsza i najniebezpieczniejsza dla statków i ich załóg. Przez wielu czytelników tomik jest traktowany jako proroczy, jako że poeta utonął w Adriatyku koło miejscowości Lopud w Jugosławii. Motyw dziewiątej fali został rozwinięty w trzyczęściowym wierszu O zmroku nad morzem (Soumrak (u) moře).

Devátá vlna smete,
s čím osm hrálo si,
devátá vlna nese,
však živé nenosí,
devátá vlna zavře
mdlá ústa na věky.
A upíráš své oči
na moře bezděky.

Tomi nie był w całości przetłumaczony na język polski. Wiersz O zmroku nad morzem przełożył Wiktor J. Darasz.